# Starzawa (gmina)
Starzawa – dawna gmina wiejska istniejąca w latach 1934–1939  w woj. lwowskim (dzisiejszy obwód lwowski). Siedzibą gminy była Starzawa (obecnie wieś na Ukrainie).
Gminę zbiorową Nowe Miasto utworzono 1 sierpnia 1934 roku w województwie lwowskim, w powiecie dobromilskim, z dotychczasowych jednostkowych gmin wiejskich: Katyna Rustykalna, Katyna Szlachecka, Libuchowa, Łopusznica, Łopuszanka, Prinzenthal, Rosochy, Smereczna, Starzawa, Terło Rustkalne i Terło Szlacheckie.
Podczas okupacji hitlerowskiej gminę zniesiono, a jej obszar włączono do gminy Krościenko (część zachodnia) i nowo utworzonej gminy Chyrów (część wschodnia) (GG).
Po wojnie gminy Starzawa nie odtworzono a jej obszar wszedł w struktury administracyjne Związku Radzieckiego.